# جو رومانو
جو رومانو (بالإنجليزية: Joe Romano)‏ هو موسيقي أمريكي، ولد في 17 أبريل 1932، وتوفي في 26 نوفمبر 2008.

## وصلات خارجية
- جو رومانو على موقع ميوزك برينز (الإنجليزية)
- جو رومانو على موقع ديسكوغز (الإنجليزية)